# Embaixada do Brasil em Wellington
A Embaixada do Brasil em Wellington é a missão diplomática brasileira da Nova Zelândia. A missão diplomática se encontra no endereço, 10 Customhouse Quay, 15º andar Maritime Tower, Wellington, Nova Zelândia. A Embaixada do Brasil em Wellington é a missão diplomática mais meridional e mais oriental do Brasil.